# Poel
Poel (36,02 km², 2.660 ab.) è un'isola tedesca del golfo di Meclemburgo, sul Mar Baltico, appartenente allo Stato federato di Meclemburgo-Pomerania Anteriore (Mecklenburg-Vorpommern) (Germania nord-orientale).
È la sesta isola della Germania e si trova di fronte alla città anseatica di Wismar Amministrativamente è un comune del circondario (Landkreis) del Meclemburgo Nordoccidentale (Nordwestmecklenburg, targa: NWM); al comune di Poel, fa parte anche la vicina isola di Langenwerder.
Centro principale dell'isola è Kirchdorf, che conta 2.000 abitanti; tra le altre località, vi sono: Timmendorf, Brandenhusen, Malchow, Niendorf, Seedorf, ecc.

## Etimologia
Etimologicamente, Poel potrebbe derivare da un termine slavo che significa "terreno piatto".

## Storia

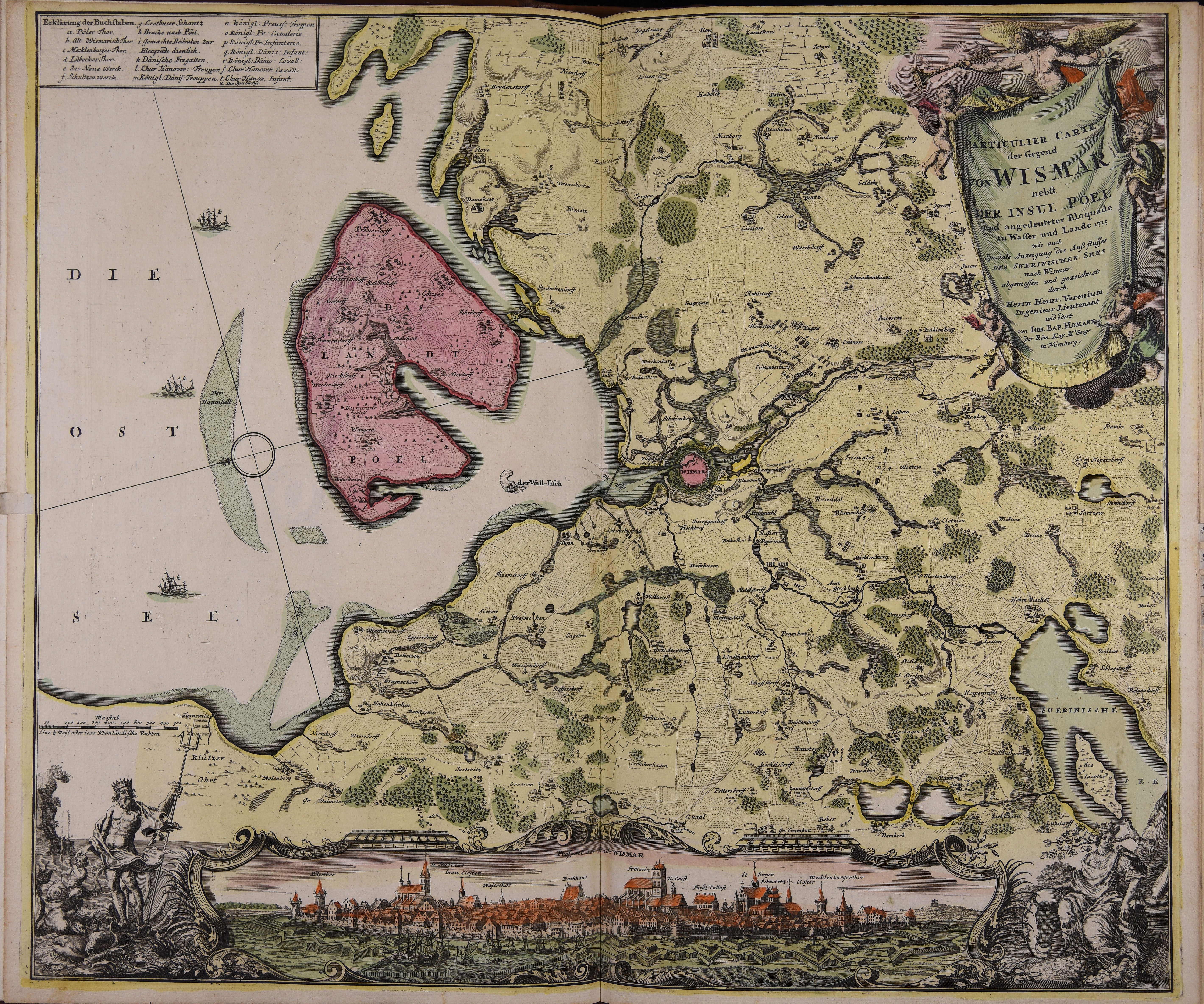
L'isola di Poel in una carta del XVIII secolo

L'isola di Poel è citata per la prima volta nel 1163 in un documento redatto dall'arcivescovo Hartwig I von Stade.